# Grotte de Nerja
La grotte de Nerja (en espagnol : cueva de Nerja) est située en communauté autonome d'Andalousie (Espagne), dans la localité de Maro appartenant à la commune de Nerja (province de Malaga).

## Découverte
Elle est découverte le 12 janvier 1959 par Francisco Navas Montesinos, Miguel Muñoz Zorrilla, José Luis Barbero, Miguel Torres Cárdenas et José Torres Cárdenas. Ces cinq amis partent en ce jour à la recherche de chauves-souris dans un puits connu sous le nom de la Mina (« la Mine »). Une fois entrés dans cette grotte, l'un d'eux remarque un léger courant d'air humide et, en braquant sa lampe, observe que ce courant provient d'une fente étroite barrée par deux stalactites.
Le lendemain ils reviennent avec des outils pour briser ces stalactites ; l'un d'eux entre dans la cheminée étroite jusqu'à un dévers conduisant à une grande galerie où il découvre des squelettes et des bols en céramique. Ils racontent leur découverte à leur famille, amis et professeurs.
Lors de la deuxième visite, un médecin et un photographe font quelques clichés de ces objets préhistoriques. Après leur publication dans le journal Sur, la grotte acquiert une reconnaissance nationale, puis internationale.

## Recherches

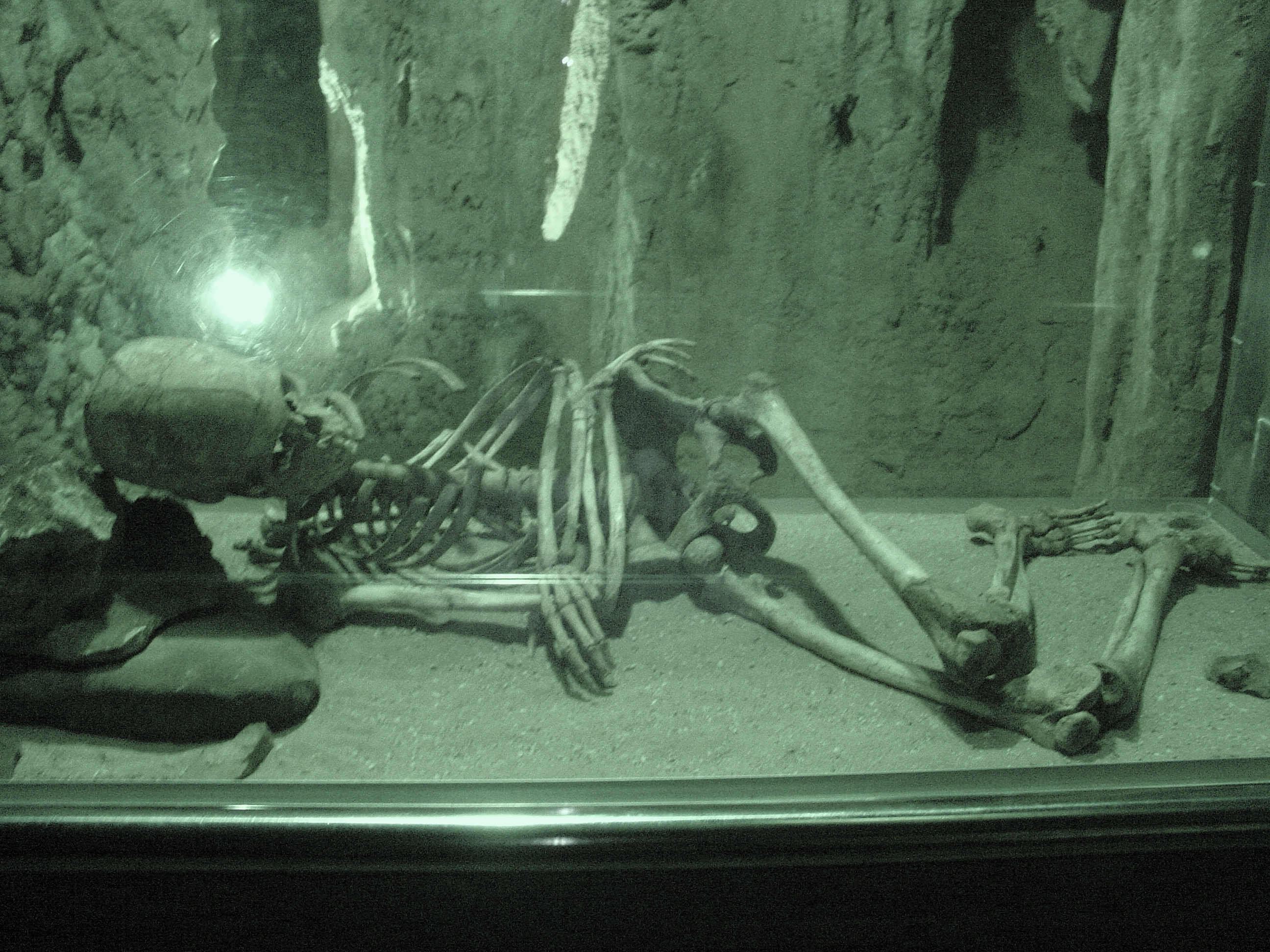
Squelette humain trouvé dans la grotte de Nerja.

Les recherches sont conduites par un comité scientifique de la Fundación Cueva de Nerja formé de géologues, biologistes, archéologues et de paléontologues.
Une paroi ornée de six peintures paléolithiques a été découverte en 1970. Des phoques peints en ocre rouge y sont figurés.
En 2012, des traces de charbons trouvées à 10 centimètres des peintures ont été datées : elles remonteraient à une époque située entre 43 500 et 42 300 ans avant le présent d'après la datation au radiocarbone, complétée par une analyse micro-chronologique des films de suie. Pour les chercheurs étudiant la grotte, les restes de charbon seraient liés à l'éclairage utilisé lors de la réalisation ou de l'observation des peintures. Les peintures, datées indirectement, seraient les plus anciennes représentations artistiques au monde et seraient antérieures de 10 000 ans à celles de la grotte Chauvet.
Selon les connaissances actuelles, l'homme anatomiquement moderne n'était pas encore arrivé en Espagne à cette époque et les peintures auraient nécessairement été réalisées par l’homme de Néandertal. Ces interprétations, basées sur des datations indirectes, ne sont pas universellement acceptées et font l'objet d'un important débat scientifique

## Caractéristiques
La grotte comprend trois zones principales :
- Les galeries touristiques (9 371 m2, pour un volume de 106 286 m3) : 
  - Salle des fantômes
  - Salle de la Crèche
  - Salle des Cascades
  - Salle du Ballet
- Les grandes galeries :
  - Salle des colonnes d'Hercule
  - Salle de l'Immensité
  - Salle du Cataclysme
- Les nouvelles galeries, découvertes plus récemment : 
  - Salle de la Lance
  - Salle de la Montagne

La salle du Cataclysme est la plus vaste ; on peut y admirer une très grande colonne (45 mètres de haut, 18 mètres de diamètre). La salle du Ballet accueille des concerts en raison de son exceptionnelle sonorité ; tous les ans, en juillet, des artistes de notoriété internationale y jouent.